# Anepitacta lomana
Anepitacta lomana är en insektsart som beskrevs av Roger Roy 1971. Anepitacta lomana ingår i släktet Anepitacta och familjen vårtbitare. Inga underarter finns listade i Catalogue of Life.